# Heinz Seeber
Heinz Seeber (* 1930 in München; † Sommer 1998) war ein deutscher Grafiker und Maler (vornehmlich religiöser Kunst) und Kursleiter für die Ausbildung junger Künstler.

## Leben
Seeber begann beruflich als Maurer und Stuckateur. Ab 1953 studierte er an der Münchner Grafischen Akademie unter Professor Ege, wurde später Kunst- und Werbegrafiker und übte parallel dazu seine malende Tätigkeit aus, 
zuerst in München und später in Duino bei Triest. Themen aus der Bibel faszinierten Seeber besonders und konnte erstmals 1961 22 großformatige Linolschnitte über Szenen im Alten Testament gestalten. 
1961 fand seine erste große Ausstellung in der Münchner Galerie Wolfgang Gurlitt statt. Seit 1963 unterrichtete er an der Münchner Volkshochschule. Er leitete Kurse bis 1989.
1964 trat er der Deutschen Gesellschaft für Christliche Kunst bei und wirkte 1966 an der Restaurierung des Würzburger Doms mit. Verschiedene Ausstellungen mit Grafik und Malerei über christliche, profane und mythologische Themen folgten. 
Seit etwa 1985 arbeitete er am liebsten bei Duino an der Triestiner Adria, deren Karst und Steilküste auch Seeber besonders ansprach. Im Laufe der Zeit wurde Seeber daher über Deutschland hinaus (Ausstellungen in München, Nürnberg, 
Bottrop, Oberhausen, Gelsenkirchen, Essen, Duisburg) auch in Norditalien bekannt. 1998, nach seinem plötzlichen Tod im Garten bei Duino, veranstalten Kunstkreise in Triest im September 1998 eine Gedenkausstellung in der Burg San Giusto. 
Weitere Retrospektiven fanden in San Floriano (Görz, 2002) anlässlich des Festivals „Arte & Vino“ (Kunst und Wein) und in Guntersblum am Rhein (Museum, 2010) statt. 2012 wurden 27 Ölbilder von ihm im Auktionshaus Henrys (Mutterstadt bei Ludwigshafen) 
im Rahmen einer Verkaufsschau ausgestellt und der Verkaufserfolg blieb nicht aus.
Sein 20-jähriges Wirken in der Christlichen Kunst, seine beliebten Malkurse, seine Inspiration und viele Kontakte sichern Seeber einen bleibenden Platz in der europäischen Kunst. Sein sakrales Werk fand rege Nachfrage sowohl bei evangelischen wie katholischen Auftraggebern, allen voran das bayrische Kloster St. Ottilien. Auch in Privatgalerien sind seine Werke vertreten. Seeber gilt als malerisches Naturtalent, das seinen Ausdruck in unterschiedlichen grafisch-malerischen Techniken fand. Seine Figuren wirken plastisch und haben vor allem in der ersten Epoche seines Wirkens ein expressionistisches, an Beckmann und Schmidt-Rottluff erinnerndes Reichtum an Bewegung. Daraus entwickelte Seeber einen „erzählerischen“ Stil mit dramatischen Tönen, ergänzt durch lyrische Momente. Seine späteren Werke orientierten sich an europäische Größen wie Goya, Caravaggio, Matisse und den späteren Picasso, behalten dennoch ihre unverwechselbare Originalität, die sich auch in der Genauigkeit und Sicherheit der Zeichnung wiederfindet. Seeber dachte oft in von großen literarischen Werken (Shakespeares Sturm, Claudels Seidener Schuh, Ariadne auf Naxos, Daphne) oder von der Bibel (König David, die Weihnachtsgeschichte, die Passion, die Apokalypse) oder Mythologie inspirierten Zyklen, die er gleichzeitig als Serien von Grafiken und als Einzelgemälde bebilderte. Die Apokalypse erschien in Anton Ziegenaus´ Meditationen zur Apokalypse (1979, Auer-Verlag, Donauwörth). Eng arbeitete Heinz Seeber mit der Galerie Chlodwig Selmer zusammen.